# Ruwe rotsboorder
De ruwe rotsboorder (Hiatella rugosa) is een tweekleppigensoort uit de familie van de Hiatellidae. De wetenschappelijke naam van de soort werd in 1767 gepubliceerd door Carl Linnaeus.

## Beschrijving
De ruwe rotsboorder is een mariene tweekleppige met een lengte tot 40 mm. De dik kalkachtige schelp is variabel van vorm en vaak vervormd bij ingeboorde exemplaren omdat ze qua vorm zich aangepast hebben aan de beschikbare ruimte. De kleppen hebben een witte kleur met een donderbruine opperhuid. Deze soort verschilt van de noordse rotsboorder (H. arctica) door zijn cilindrische in plaats van een wigvorm en het ontbreken van stekels op de radiale ribben (zelfs op de kleinste schelpen). Echter, in het veld, onder water, zijn deze soorten moeilijk of niet van elkaar te onderscheiden.

## Verspreiding en leefgebied
De ruwe rotsboorder graaf zich in rotsachtig substraat, vooral kalksteen, maar ook zachte, homogene rotsen. De verspreiding van deze soort moeilijk vast te stellen vanwege verwarring met noordse rotsboorder, maar waarschijnlijk wijdverspreid en waarschijnlijk beperkt tot lage intergetijde- en sublitorale diepten.
Met behulp van zuren die ze afscheiden en een schurende beweging met de schelp boren ze in zachtere gesteente. Daar nestelen ze zich in de holen die ze zelf gemaakt hebben en gedurende het leven van het dier groter worden gemaakt. Omdat deze binnenin groter zijn dan de uitgang kan een volwassen dier de holte niet meer verlaten. Alleen de sifons steken uit de opening. 